# Velika mošeja Alžira
Djamaa el Djazaïr ((arabsko جامع الجزائر)), znana tudi kot Velika mošeja Alžira (francosko Grande mosquée d'Alger), je velika mošeja v Alžiru v Alžiriji. Odprta je bila aprila 2019, v njej je najvišji minaret na svetu in je tretja največja mošeja na svetu za Veliko mošejo v Meki in Al-Masjid an-Nabawi iz Medine v Saudovi Arabiji.
Mošeja ima molitveno dvorano (salat) s površino 22.000 m², ki lahko sprejme 120.000 vernikov. Osrednja ladja te dvorane je obdana s stebrišči, na vzhodu pa je mihrab iz belega marmorja. Dvorana ima na vrhu s kupolo s premerom 50 m, ki doseže višino 70 m.

## Zgodovina
Projekt, da bi v prestolnici Alžir zgradili veliko mošejo, je bil predstavljen kot pobuda nekdanjega alžirskega predsednika Abdelaziza Bouteflike za obeležitev njegovih predsedniških mandatov.
Nemški konzorcij, ki je zasnoval Djamaâ El Djazaïr, sta do leta 2016 sestavljala dva arhitekturna biroja z imenom KSP Jürgen Engel Architekten in Krebs und Kiefer. Ta nemški konzorcij je januarja 2008 zmagal na mednarodnem arhitekturnem natečaju za projekt, pogodba za izvedbo pa je bila podpisana julija 2008 v prisotnosti nemške kanclerke Angele Merkel.
Komisija je vključevala splošne projektne in izvedbene študije za vse discipline ter spremljanje in nadzor gradbenih del Djamaâ El Djazaïr. Projektantsko skupino je sestavljalo več kot 100 arhitektov in inženirjev. Leta 2007 je podjetje za inženiring in gradnjo Dessau-Soprin pridobilo pogodbo o vodenju projekta.
Kitajsko podjetje China State Construction Engineering (CSCEC) je bilo zadolženo za gradnjo mošeje El Djazaïr. Prve operacije vlivanja betonskih temeljev so se začele 16. avgusta 2012 po slovesnosti ob zagonu. Gradnja naj bi ustvarila 17.000 delovnih mest, od tega 10.000 delavcev iz Kitajske in 7.000 iz Alžirije.
Projektu se je kasneje pridružilo francosko inženirsko podjetje Socotec. Francosko svetovalno podjetje Egis je nadziralo gradnjo od februarja 2016, da bi preverilo dodatne načrte, ki jih je zagotovil CSCEC.
Djamaâ El Djazaïr je financirala alžirska država z začetnim proračunom 1 milijarde evrov (približno 1,5 milijarde dolarjev). Uradni stroški mošeje so bili 898 milijonov evrov. Gradnja je trajala sedem let.
Gradnja je bila kritizirana zaradi monumentalnosti in visokih stroškov. Kljub nekaterim kritikam je otvoritev in prva molitev v mošeji pritegnila veliko množico alžirskih vernikov.

## Arhitektura
Arhitektura mošeje je kvadratne geometrije, ki združuje moderne in tradicionalne sloge. Spominja na najstarejši tip mošeje, na mošejo s stebrišči, ki se kot cvet odpirajo navzgor in dajejo prostor za tehnične napeljave.
Mošeja leži na zemljišču, ki obsega 27,75 hektarjev in gleda na Sredozemsko morje. Molitvena dvorana ima kapaciteto 37.000 vernikov, medtem ko lahko stavba, vključno s kompleksom, sprejme do 120.000 vernikov in ima parkirišče za 7000 avtomobilov. V kompleksu so tudi šola Korana, park, knjižnica, stanovanjski prostor za osebje, gasilski dom, muzej islamske umetnosti in raziskovalni center o zgodovini Alžirije.
Mošeja ima tudi 265 m visok minaret, najvišji na svetu, ki zaradi pisarniških prostorov ustreza tudi definiciji stavbe in je bila najvišja stavba v Afriki, dokler je leta 2024 ni prehitel Iconic Tower v Novi upravni prestolnici Egipta. Na vrhu minareta, ki ima 37 nadstropij, je tudi razgledna ploščad. Mošeja je zasnovana tako, da prenese potres z magnitudo 9,0, struktura pa je bila posebej obdelana, da je odporna proti koroziji. Glavna molitvena dvorana ima 618 osmerokotnih stebrov, ki služijo kot nosilni stebri, in 6 km kaligrafske pisave, vgravirane z laserskim sistemom. Kupola molitvene dvorane ima premer 50 m in se dviga do višine 70 m.

## Gallery
- Dvorišče mošeje
- Arhitektura stebrov
- Logotip mošeje v arabski tipografiji
- Kupola